# ناو ناگارا
ناو ناگارا (به انگلیسی: Japanese cruiser Nagara) یک زیردریایی بود که طول آن ۱۶۲٫۱ متر (۵۳۲ فوت) بود. این زیردریایی در سال ۱۹۲۲ ساخته شد.